# Columbus Crew
El Columbus Crew Soccer Club, también conocido como Columbus Crew, Columbus Crew SC o simplemente Columbus SC es un equipo de fútbol profesional de Estados Unidos, de la ciudad de Columbus, Ohio. Fue fundado en 1994 y juega en la Major League Soccer de los Estados Unidos en la Conferencia Este.
Fundado en 1994 y es uno de los equipos fundadores de la MLS y ganó su primer título en 2002 ganando la U.S. Open Cup. El 23 de noviembre de 2008, se consagró campeón de la MLS Cup por primera vez tras vencer al New York Red Bulls por 3-1. También ha logrado ser campeón de conferencia y de la liga regular en 2004, 2008 y 2009.
Columbus se ha clasificado para la Liga de Campeones de CONCACAF (o su predecesora, la Copa de Campeones de CONCACAF) cuatro veces, llegando a los cuartos de final en las primeras tres ocasiones.

## Historia

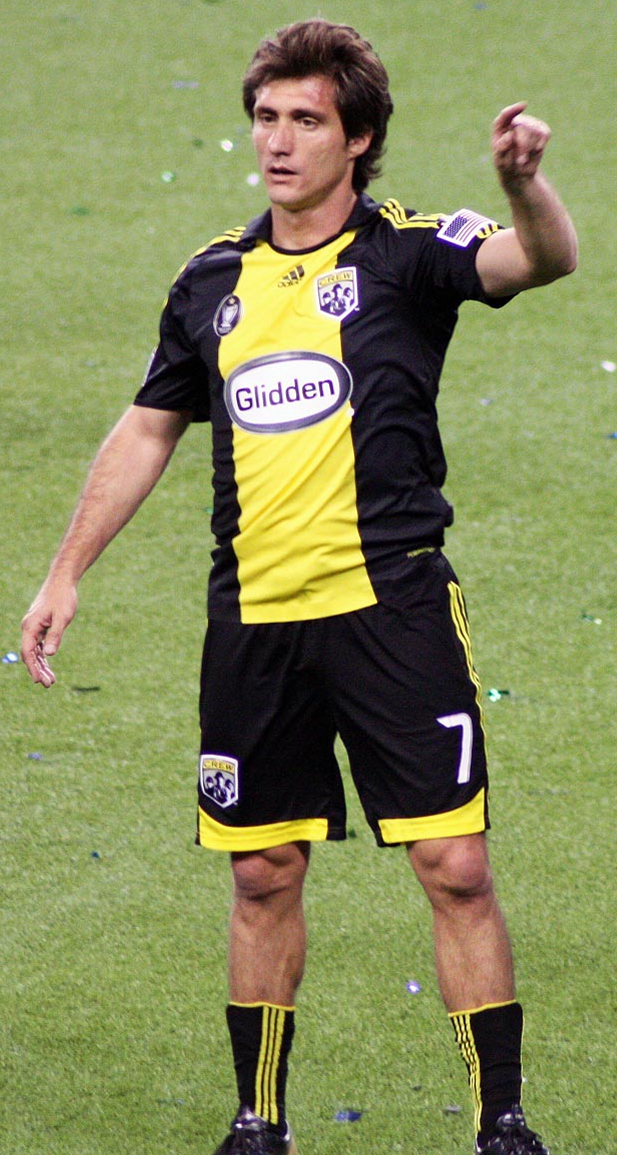
Guillermo Barros Schelotto jugando para Columbus Crew.

Columbus Crew es uno de los clubes fundadores de la Major League Soccer. El equipo jugó sus partidos de local en el Ohio Stadium desde 1996 hasta 1998. A comienzos de 1999 Columbus Crew comenzó a jugar como local todos sus partidos de la MLS en el Columbus Crew Stadium, el primer estadio de fútbol para un equipo de primera categoría en los Estados Unidos y que también alberga encuentros de la selección masculina de fútbol del país.
El 15 de junio de 1994, la Major League Soccer anunció que Columbus, Ohio, sería el hogar de uno de los diez miembros fundadores de la nueva liga de fútbol profesional norteamericana de primer nivel. Columbus había prometido la construcción de un estadio específico para fútbol y había vendido más de 12.000 depósitos de abonos de temporada.
El equipo fue nombrado tentativamente Columbus Eclipse en su solicitud a la liga, ya que un eclipse solar había pasado sobre la ciudad después de alcanzar el depósito mínimo de 10,000 de la liga. 
Antes de la primera temporada de la Major League Soccer, se creó un concurso público para decidir el nombre del equipo. El nombre "The Crew" se eligió entre 2.500 participantes y 650 sugerencias de apodos. El ganador lo relacionó con Cristóbal Colón, sus viajes y la tripulación que lo acompañó en sus descubrimientos. Sin embargo, cuando fue elegido como el nombre oficial del equipo, se separó del famoso explorador y, en cambio, se presentó como representante del arduo trabajo del Medio Oeste.
Columbus Crew ganó su primer título en el 2002 cuando obtuvo la Lamar Hunt U.S. Open Cup al derrotar a Los Angeles Galaxy por 1-0 en la final. Esta victoria les otorgó un cupo en la Copa de Campeones de la Concacaf del año siguiente, donde vencieron a Árabe Unido de Panamá por un marcador global de 4-2, antes de perder con Monarcas Morelia por un resultado global de 6-2. En el año 2004 obtuvieron la MLS Supporters' Shield.
El 6 de noviembre de 2013, el entonces propietario Anthony Precourt anunció que Gregg Berhalter sería el nuevo entrenador en jefe del club. Berhalter también se convirtió en el primer director deportivo en la historia del club. Berhalter fue nominado como Entrenador en Jefe del Año de la MLS 2014. Asimismo, el portero Steve Clark fue nominado como Portero del Año 2014 y Michael Parkhurst ganó el premio Individual Fair Play por tercera vez.
En octubre de 2014 se anunció que a partir de 2015 contaría con un nuevo logo y una nueva marca, pasando su nombre completo a ser Columbus Crew SC, y abandonando el logo de los tres trabajadores por uno circular, más sencillo y con el número 96 dentro del mismo, sirviendo de tributo a la historia del club como uno de los equipos fundadores de la liga.
En la MLS Cup 2015, el equipo alcanzó la final tras siete años, donde fue derrotado 2-1 contra Portland Timbers, con goles de Kei Kamara para Columbus, y Diego Valeri y Rodney Wallace para Portland.
El 2 de diciembre de 2018, Caleb Porter reemplaza a Berhalter como entrenador del club.
El club se consagró campeón de la Major League Soccer 2020, tras salir 3° en la Conferencia Este y vencer en los play-offs a New York Red Bulls, Nashville SC, New England Revolution y a Seattle Sounders en la final. El futbolista argentino Lucas Zelarayán fue la figura de la temporada y convirtió 2 goles en la final contra Seattle Sounders.

## Uniforme
- Uniforme titular: Camiseta amarilla, pantalón amarillo y medias amarillas.
- Uniforme alternativo: Camiseta negra, pantalón negro y medias negras.

### Evolución del uniforme

#### Local
| 2006–2007 | 2008–2009 | 2010–2011 | 2012–2013 | 2014 | 2015–2016 | 2017–2018 | 2019-2020 | 2021 | 2024 |

#### Visita
| 2006–2007 | 2008–2009 | 2010–2011 | 2012–2014 | 2015 | 2016-2017 | 2018-19 | 2020 | 2023 | 2025 |

## Equipamiento
| Período       | Proveedor |
| ------------- | --------- |
| 1996-presente | Adidas    |

| Período       | Auspiciador                    |
| ------------- | ------------------------------ |
| 1996-2000     | Snickers                       |
| 2002-2003     | Pepsi                          |
| 2008-2010     | Glidden                        |
| 2012-2016     | Barbasol                       |
| 2017-2019     | Acura                          |
| 2020          | Nationwide Children's Hospital |
| 2021-presente | Nationwide Insurance           |

## Estadio

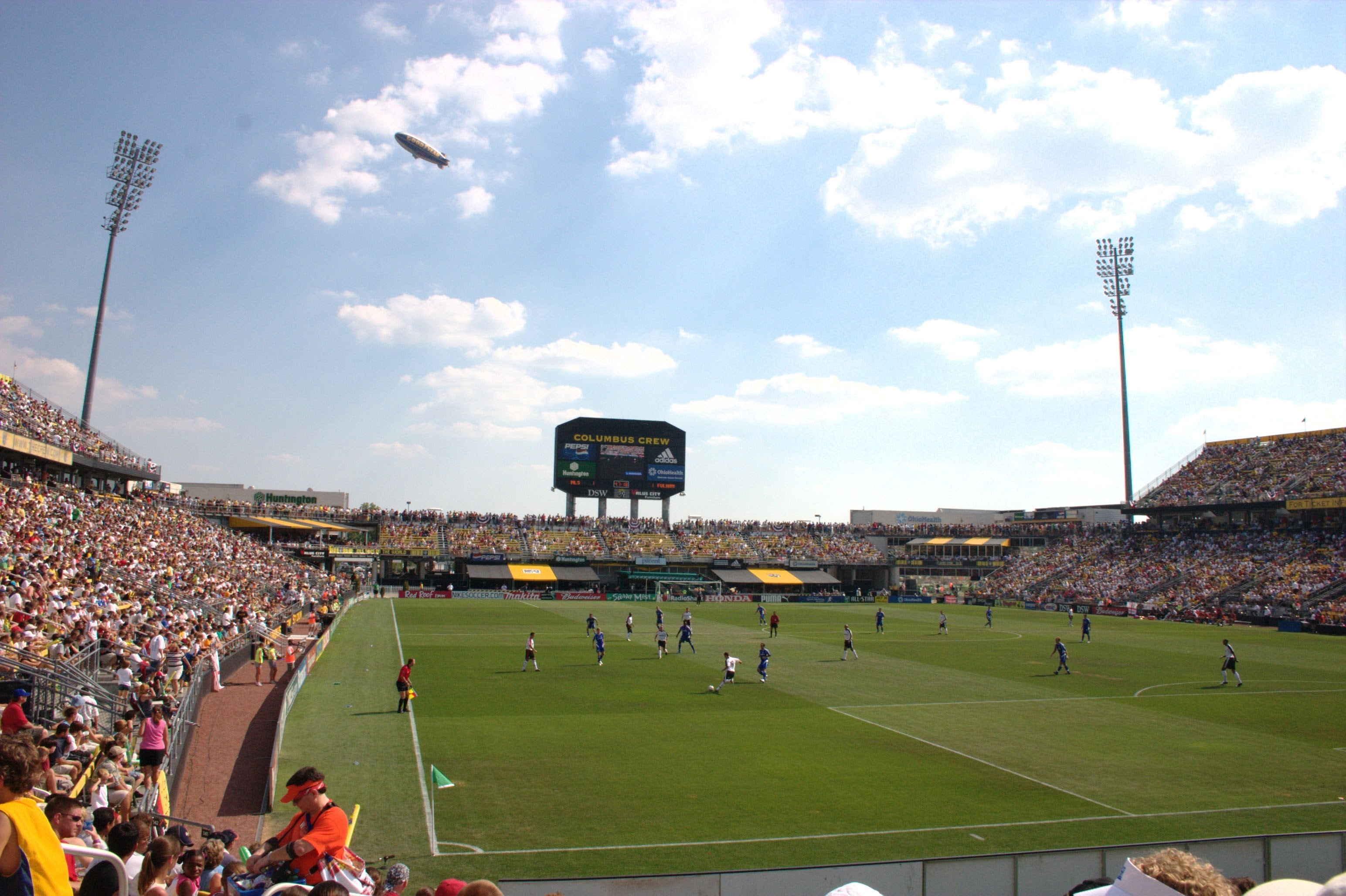
El estadio Historic Crew Stadium.

Entre su primera temporada, hasta a mediados del 2021, Columbus jugó sus partidos como local en el Historic Crew Stadium ubicado en Columbus, Ohio, fue inaugurado en 1999 y cuenta con una capacidad para 20.145 espectadores y además siendo el primer estadio específico de fútbol del país.
Desde el 3 de julio de 2021, Columbus juega de local en el Lower.com Field, nuevo estadio específico de fútbol también localizado en la ciudad de Columbus. La capacidad es para 20.011 espectadores.

## Datos del club

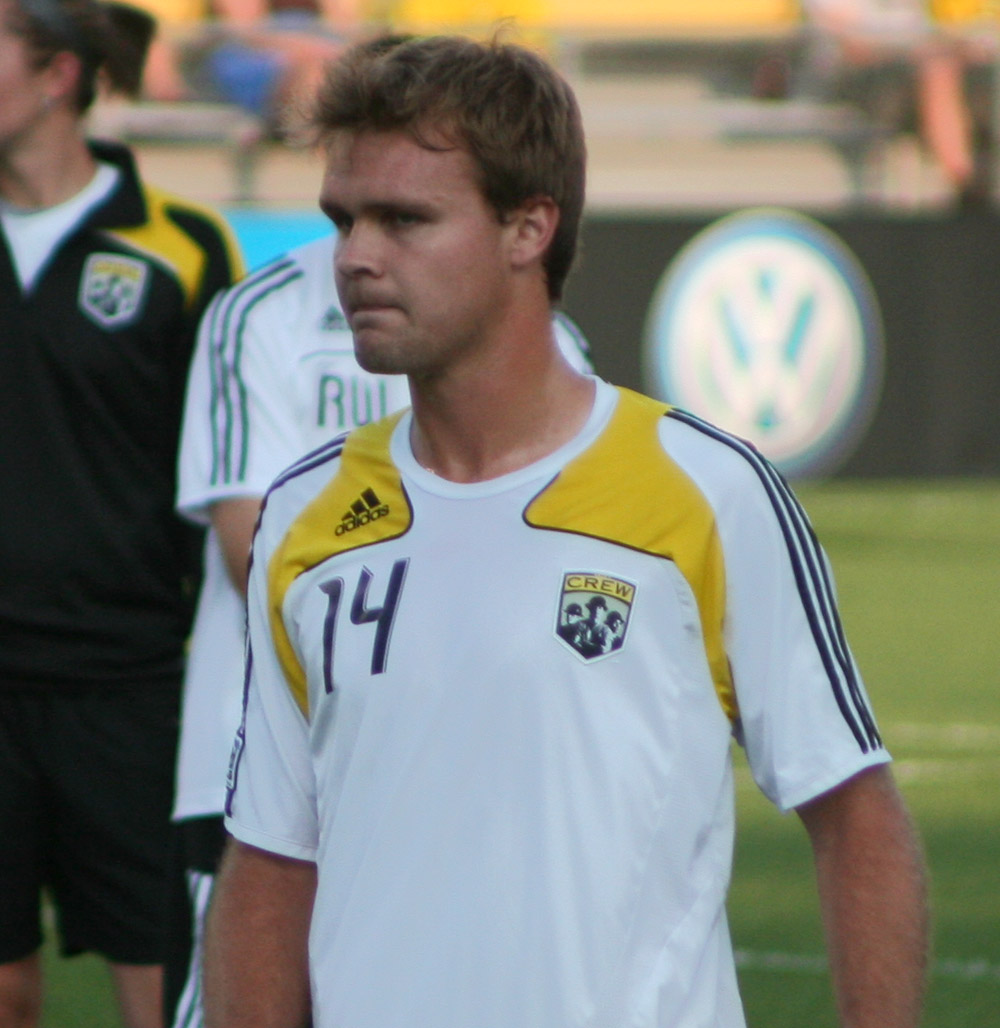
Chad Marshall, es el jugador con más partidos disputados en el club.

- Temporadas en la Major League Soccer: 26 (1996-Act.)
- Mayor goleada conseguida:
  - En campeonatos nacionales: 6-1 ante Atlanta United en 2023.
  - En torneos internacionales: 5-1 ante  Árabe Unido en 2003.
- Mayor goleada recibida:
  - En campeonatos nacionales: 1-5 ante New England Revolution 2003.
  - En torneos internacionales: 6-0 ante  Monarcas Morelia en los cuartos de final de la Copa de Campeones de la Concacaf 2003. y 5-0 ante  Cruz Azul en la primera fase de la Concacaf Liga Campeones 2009-10.

- Mejor puesto en la liga: 1º (2004), (2008) y (2009) en la Conferencia Este. 1° en la MLS Soccer (2008) y (2020).
- Peor puesto en la liga:  8° (2013) en la Conferencia Este.
- Máximo goleador:  Brian McBride (77).
- Portero menos goleado:  William Hesmer.
- Más partidos disputados:  Chad Marshall (272).
- Primer partido en campeonatos nacionales: Columbus Crew 4 - 0 D. C. United (13 de abril de 1996).
- Primer partido en torneos internacionales oficiales: Deportivo Saprissa 2 - 0 Columbus Crew (4 de abril de 2001).
- Participaciones en torneos internacionales oficiales (4):

| Competencia                          | Edición                       |
| ------------------------------------ | ----------------------------- |
| Liga de Campeones de la Concacaf (4) | 2003, 2009-10, 2010-11, 2021. |
| Copa de Gigantes de la Concacaf (1)  | 2001.                         |

## Jugadores

### Más apariciones en club
- Actualizado al 12 de diciembre de 2024.

| # | Jugador         | Años                | Liga | Playoffs | Copas Nacionales | Copas Internacionales | Total |
| - | --------------- | ------------------- | ---- | -------- | ---------------- | --------------------- | ----- |
| 1 | Chad Marshall   | 2004–2013           | 253  | 11       | 3                | 5                     | 272   |
| 2 | Mike Clark      | 1996–2004           | 221  | 22       | 8                | 1                     | 252   |
| 3 | Eddie Gaven     | 2006–2013           | 209  | 9        | 5                | 13                    | 236   |
| 4 | Justin Meram    | 2011–2019           | 206  | 15       | 10               | 2                     | 233   |
| 5 | Jeff Cunningham | 1998–2005 2010–2012 | 203  | 17       | 7                | 4                     | 231   |

### Máximos goleadores
- Actualizado al 12 de diciembre de 2024.

| # | Jugador          | Años                | Liga | Playoffs | Copas Nacionales | Copas Internacionales | Total |
| - | ---------------- | ------------------- | ---- | -------- | ---------------- | --------------------- | ----- |
| 1 | Brian McBride    | 1995–2004           | 62   | 10       | 5                | 0                     | 77    |
| 2 | Jeff Cunningham  | 1998–2005 2010–2012 | 64   | 3        | 1                | 1                     | 69    |
| 3 | Gyasi Zardes     | 2018–2022           | 55   | 3        | 1                | 2                     | 61    |
| 4 | Federico Higuaín | 2012–2020 2022      | 55   | 4        | 0                | 0                     | 59    |
| 5 | Cucho Hernández  | 2022–               | 44   | 5        | 0                | 9                     | 58    |

### Jugadores notables
- Mac Cozier
- Chad Marshall
- Brian McBride
- Eddie Gaven
- Frankie Hejduk
- Michael Parkhurst
- Jeff Cunningham
- Will Trapp
- Gyasi Zardes
- Guillermo Barros Schelotto
- Federico Higuaín
- Lucas Zelarayán
- Waylon Francis
- Harrison Afful
- Jonathan Mensah
- Robert Warzycha
- Stern John
- Fredy García
- Cucho Hernández

## Entrenadores

### Cronología de los entrenadores
- Timo Liekoski (1996)
- Tom Fitzgerald (1996-2001)
- Greg Andrulis (2001-2005)
- Robert Warzycha (2005) (interino)
- Sigi Schmid (2006-2008)
- Robert Warzycha (2009-2013)
- Brian Bliss (2013) (interino)
- Gregg Berhalter (2013-2018)
- Caleb Porter (2019-2022)
- Wilfried Nancy (2022-presente)

## Palmarés

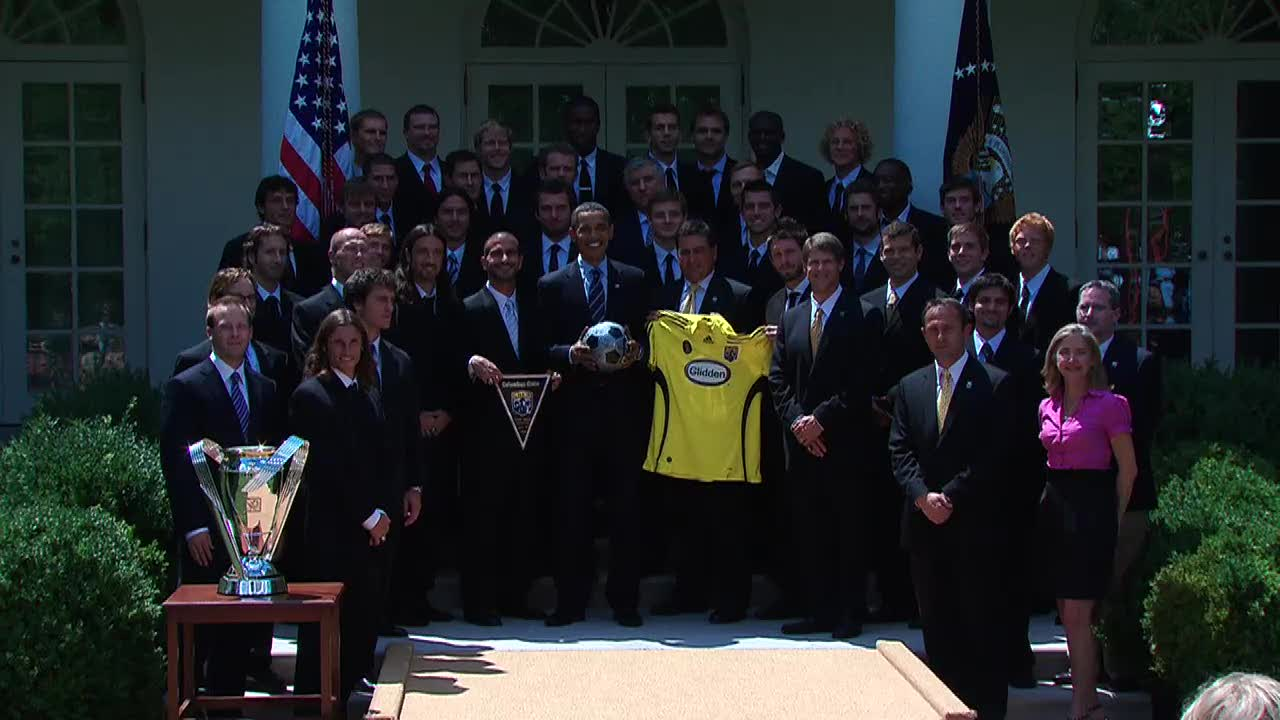
El equipo en la Casa Blanca junto al presidente estadounidense Barack Obama en 2009, tras ganar la MLS Cup 2008.

### Torneos Nacionales Oficiales
| Competición nacional           | Títulos                 | Subcampeonatos |
| ------------------------------ | ----------------------- | -------------- |
| Major League Soccer (3/1)      | 2008, 2020, 2023.       | 2015.          |
| MLS Supporters' Shield (3/0)   | 2004, 2008, 2009.       |                |
| Lamar Hunt U.S. Open Cup (1/2) | 2002.                   | 1998, 2010.    |
| Conferencia Este (3/0)         | 2004, 2008, 2009, 2023. |                |

### Torneos internacionales
| Competición internacional              | Títulos | Subcampeonatos |
| -------------------------------------- | ------- | -------------- |
| Copa de Campeones de la Concacaf (0/1) |         | 2024.          |
| Leagues Cup (1/0)                      | 2024.   |                |

### Torneos Nacionales Amistosos
| Competición nacional         | Títulos                                         | Subcampeonatos                |
| ---------------------------- | ----------------------------------------------- | ----------------------------- |
| Trillium Cup (7/5)           | 2008, 2009, 2010, 2012, 2013, 2015, 2018.       | 2011, 2014, 2016, 2017, 2019. |
| Lamar Hunt Pioneer Cup (8/3) | 2007, 2012, 2013, 2014, 2016, 2017, 2018, 2019. | 2010, 2011, 2015.             |
| Carolina Challenge Cup (4/0) | 2004, 2017, 2018, 2019.                         |                               |

### Torneos internacionales amistosos
| Competición internacional | Títulos | Subcampeonatos |
| ------------------------- | ------- | -------------- |
| Campeones Cup             | 2021.   | 2024           |